# Coraleuryte bellatula
Coraleuryte bellatula – gatunek widłonoga z rodziny Euryteidae. Nazwa naukowa gatunku została po raz pierwszy opublikowana w 1991 roku przez amerykańskiego hydrobiologa Arthura Grovera Humesa (1916–1999).